# لمپازوس (نونو لئون)
لمپازوس (به اسپانیایی: Lampazos de Naranjo) یک منطقهٔ مسکونی در مکزیک است که در Lampazos de Naranjo واقع شده‌است. لمپازوس ۴٬۰۲۰ کیلومتر مربع مساحت و ۵٬۳۰۵ نفر جمعیت دارد و ۳۳۵ متر بالاتر از سطح دریا واقع شده‌است.